# 云南鼯鼠
云南鼯鼠（学名：Petaurista yunnanensis）为松鼠科鼯鼠属的动物。在中国大陆，分布于云南（西北部）、西藏、广西等地。该物种的模式产地在云南。其种加词 yunnanensis 意为“云南的”。

## 保护
本种于2023年被收录入《有重要生态、科学、社会价值的陆生野生动物名录》。